# 马里奥·冈萨雷斯
马里奥·冈萨雷斯（西班牙語：Mario González，1969年8月15日—），墨西哥男子拳击运动员。他曾代表墨西哥参加1988年夏季奥林匹克运动会拳击比赛，在男子51公斤级半决赛上不敌东德选手安德烈亚斯·特夫斯，获得铜牌。